# 夜ハ短シ
夜ハ短シ（ヨルハミジカシ）は、2010年結成の日本の3ピースバンド。

## 概要
編成はアコギ・ボーカル+リズム隊。
作詞・作曲はボーカルの山口進が全て担当。
日常の何気ない出来事から気づく優しさ、強さ、希望のメッセージを多く歌う。 
バンド名は山口進が愛読していた森見登美彦さん著・小説「夜は短し歩けよ乙女」に由来。 

## メンバー
山口進（やまぐち・すすむ）ボーカル&ギター
山梨県出身　元OUTLAWのベースボーカル
藤原真（ふじわら・まこと）ベース&コーラス
宮崎県出身　
福田健（ふくだ・けん）ドラム
神奈川県出身

## 旧メンバー
真野タカシ（まの・たかし）ドラム
兵庫県出身　現在The Mirraz等のサポートドラマー

## 来歴
2010年7月　ボーカル&ギター 山口進、ベース 藤原真、ドラム 真野タカシの3人で結成
2012年12月15日　1st アルバム『風のない夜だ』をリリース
2014年5月16日　ドラムの真野タカシが脱退
2017年1月12日　新ドラマーとして福田健が加入
2017年12月1日　2nd アルバム『美しい夜明け』リリース
2018年8月29日　全国デビューアルバム『今日も生きるのだ』リリース

## ディスコグラフィー

### シングル
- 2011.04.08 1st シングル『今日も生きるのだ/曖昧みんなドリーマー』
- 2011.10.07 2nd シングル『ドーナツとコーヒーとチョコレート/真っ白な海』
- 2012.05.22 3rd シングル『夜は短し/リズム』
- 2014.02.07 4th シングル『明日へのファンファーレ』

### アルバム
- 2012.12.15 1st アルバム『風のない夜だ』

　  盟友・竹原ピストルが「野暮な男たちが繰り成す、ロマンチックの結晶」と帯にコメント
- 2017.12.01 2nd アルバム『美しい夜明け』
- 2018.08.29 全国デビューアルバム『今日も生きるのだ』

### ラジオパワープレイ
- RKBラジオ「ミュージックファイル」2018年4月度エンディングテーマ

- 第367回 8/20～9/9 bayfm  MIDNIGHT POWER PLAY

## 出演・タイアップ
- MUSIC ON! TV（エムオン!）「MONTHLY ZOOM UP!」『ARIGATO MUSIC Fes 2019』[3]

- フジテレビFOD 『乃木坂シネマズ〜STORY of 46〜』第4話「民主主義定食屋」（主演：山下美月 ×監督：宮部一通）挿入歌[4]

### バンド
- 夜ハ短シ（オフィシャルHP）
- 夜ハ短シ twitter（twitterアカウント）
- 夜ハ短シ facebook（facebookアカウント）
- 夜ハ短シ instagram（instagramアカウント）

### 個人
- 山口進（twitter）
- 藤原真（twitter）
- 福田健（twitter）